# Tranvia di Tours
La tranvia di Tours è la tranvia che serve la città francese di Tours.